# Einar Arboe-Rasmussen
Einar Arboe-Rasmussen (født 18. april 1901 i Skibsted i Himmerland, død 14. september 2004 i Solrød Strand) var en dansk officer og frihedskæmper, bror til redaktør Erik Arboe-Rasmussen og farbror til Jørgen Arboe-Rasmussen, som også var modstandsmand.

## Liv og karriere
Han var søn af den kendte præst N.P. Arboe Rasmussen. Han blev sekondløjtnant (dragon) og blev i 1931 tilknyttet Falcks Redningskorps efter at have været ansat ved landbruget som forvalter på flere større gårde.
Han blev først ansat ved Falck-stationen i Tietgensgade i København, senere i Næstved og Rødovre. I 1935 blev han stationsleder i Roskilde, hvor han var frem til 1948. Derefter var han stationsleder i Ringsted i yderligere 20 år, inden han blev pensioneret i 1968. 
Han var på flere måder aktiv i modstandsarbejdet ved redningen af nedstyrtede flybesætninger, våbennedkastninger og hjælpen til jagede frihedskæmpere og jøder på flugt mod Sverige. Han var således klar til at yde assistance ved motorstop ved våbentransporter i Roskilde Amt, ydede flugthjælp til Sverige i december 1943 til nogle engelske flyvere, som var landet ved Bonderup og som blev huset illegalt hos grev Frederik Christian Rosenkrantz Scheel på Ryegård, og 9. april 1944 til 3 amerikanske flyvere, som var landet i Venslev. Han hjalp desuden en faldskærmsmand med sabotage i Herringløse 10. august 1943.
Han levede som pensionist i Solrød Strand og fyldte i 2001 100 år og døde 103 år gammel i 2004.